# 郊野義務搜索隊
郊野義務搜索隊（俗稱民間搜索隊；英文：Countryside Volunteer Search Team，縮寫：CVST）是一支由香港野外活動人士自發所組成的搜索隊伍，在有需要時為在香港郊野的失蹤人士提供義務搜索服務；一般情況下，搜索隊會在官方搜救終止後，才會接手跟進個案。但如獲家屬同意，搜索隊亦會主動第一時間協助分析和搜索。郊野義務搜索隊提供一個額外的搜索人力資源，支援紀律部隊進行搜索工作。

## 組織
郊野義務搜索隊現由3名召集人、二十多名核心成員和數十名成員所組成。郊野義務搜索隊並不接受任何金錢或物質上的贊助，行動開支以及裝備均為隊員自費。郊野義務搜索隊間歇地會舉辦交流研討會，以分享資訊及交流經驗。每名參與任務的志願人員，均須對自身安全負上全責。

## 歷史
2005年9月，一群在互聯網上認識的行山人士自行組成搜索隊，搜索2005年9月11日報稱在香港新界西貢獨自行山時使用手提電話求救後失蹤的行山人士丁利華。
經過兩年醞釀，2007年5月2日，郊野義務搜索隊正式成立。由野外活動的資深領隊、退役民眾安全服務隊攀山搶救隊隊長、退休香港警務處野外巡邏隊主管等具有經驗或專業人士發起組織建立。

## 行動
2007年，一名業餘風水師獨自往西貢布袋澳山中尋龍追穴，卻告失蹤，救援人員多次陸空搜索皆無發現。郊野義務搜索隊其後跟進，一個月後在清水灣一處山坡尋獲其遺骸
2008年，協助搜索一名在西貢行山失蹤的日本人。
2009年，一名離家失蹤的男子的家屬，在網上求助，郊野義務搜索隊次日在秀茂坪的失蹤者住所附近斜坡發現其屍體。
2010年，協助搜索一名在大埔行山失蹤的新西蘭休班機師。
2010年7月，協助深圳山地救援隊遙距分析並尋回在雲南大理失蹤的上海青年屍體。
2011年，協助分析一名離家失蹤男子的電訊資料。
2013年，協助分析和尋回一名在山頂失蹤的女子屍體。
2014年，協助分析和尋找一名在元朗崇山新村以北失蹤的外籍人士。
2014年8月，協助分析和尋找一名在上下白泥一帶行山失蹤的老伯。老伯失蹤六日之後自行逃出荒山向附近村民成功求救。
2017年，協助分析和尋回一名在船灣淡水湖橫嶺失蹤的男子屍體。
2018年6月，協助分析和尋回一名在蒲台島行山失蹤的男子屍體。
2018年7月，協助分析和尋找一名在大嶼山的滑翔傘飛行員。失蹤者最後在大東山附近被發現。一IT系統經理協助確定其GPS定位, 隨後亦加盟本隊。
2019年4月，協助分析和尋回一名離開北角辦公室後失蹤的男子屍體。失蹤者最後在龍虎山附近被發現。
2019年7月，協助分析和尋找一名在西貢大浪坳一帶行山失蹤的男子。失蹤者最後在東灣附近被發現。
2019年8月，協助分析和尋找一名在城門水塘一帶參加越野山賽期間失蹤的男子。失蹤者最後在火炭附近被發現。
2019年8月，協助分析和尋找一名在將軍澳一帶行山失蹤的男子。失蹤者最後在鴨仔山附近被發現。
2019年9月，協助分析和尋找一名在吉澳郊遊失蹤的男子。失蹤者最後在東澳灣附近被發現。
2019年9月，協助分析和尋找一名懷疑在大嶼山行山失蹤的男子。失蹤者最後在花瓶頂附近被發現。
2020年1月，協助分析和尋找一名在粉嶺大刀刃徑行山失蹤的男子。 
2020年12月，協助分析和尋找一名懷疑在花心坑一帶失蹤的男子。 
2021年3月，協助分析和尋找一名在糧船灣州行山失蹤的男子, 失蹤者最後在龍蝦灣近岸被發現。一電腦鑑證愛好者協助確定其最後位置, 該人士隨後加盟本隊。 
2021年4月，協助分析和尋找一名在飛鵝山失蹤的女子。
2021年5月，協助分析和尋找一名在八仙嶺行山失蹤的男子。
2021年6月，協助分析和尋回一名懷疑在大嶼山失蹤的男子, 失蹤者最後在東涌附近被發現。
2021年7月，協助分析和尋找一名在古洞行山失蹤的女子, 失蹤者最後在麒麟山坳附近被發現。
2021年8月，協助分析和尋找一名疑似在香港仔水塘失蹤的男子。
2021年9月，協助分析和尋找一名在西貢担柴山行山失蹤男子, 失蹤者最後在担柴山西坡被發現。
2021年10月，協助分析一名疑似在長州失蹤男子的電訊資料, 懷疑失蹤者身處南丫島南方, 事主翌晨之後自行甦醒過來求救, 在風暴來臨之際, 由飛行服務隊救走。
2021年10月，協助分析和尋找一名疑似在北區失蹤的男子。
2021年10月，協助分析、定位和尋找一名在青山行山失蹤的男子, 一退休電信工程師攀石期間尋回其遺體, 該熱心人士亦加盟本隊。
2021年10月，協助分析和尋找一名表面懷疑在飛鵝山失蹤的男子, 經分析後定位在離島, 並前往尋找。至今只發現其物品, 案件暫結。
2021年11月，協助分析、定位和尋找一名懷疑在西貢行山失蹤的男子。失蹤者最後在西貢木棉洞附近, 被本隊航拍機手發現。
2021年12月，協助尋找一名懷疑在將軍澳茅湖山失蹤的女士, 失蹤者最後在市區被發現。
2022年1月，協助分析、尋回一名在西貢竹角附近行山失蹤的男子。失蹤者最後在附近山林獲救。
2022年4月，協助分析和尋找一名懷疑在桃坑峒失蹤的男士。
2022年5月，協助分析和尋找一名在大潭水塘失蹤的男士, 失蹤者最後在柏架山被發現。
2022年6月，協助分析和尋找一名在懷疑青衣島行山失蹤的男士, 失蹤者最後在某市區公園叢林被發現。
2022年6月，協助分析和尋找一名在鳳凰山一帶行山失蹤的男士, 失蹤者最後在倒腕崖崖底被發現。
2022年7月，協助分析和尋找一名在清水灣郊野公園一帶山跑失蹤的男士, 失蹤者最後在大嶺峒以東被發現。
2022年8-9月，協助分析和尋回一名在担柴山失蹤的男士, 失蹤者最後在南山洞以東密林被發現。
2022年9-10月 協助分析和尋找一名疑似在粉嶺行山失蹤的女士。至今只發現其物品, 案件暫結。
2022年10月 協助分析和尋找一名在屯門山雞笏失蹤的女士。
2022年11月 協助分析及尋找一名在顯徑失蹤的男士。
2022年12月 協助分析和尋找在西貢失蹤的父子，失蹤者最後在深涌灣被尋回。
2023年2月 協助分析和尋找一名在龍鼓灘一帶釣魚失蹤的男子。
2023年2月 協助分析和尋找一名在林村失蹤的男士。
2023年5月 協助分析和尋找一名在九肚山失蹤的男士。
2023年8月 協助分析和尋找一名在黃牛山失蹤的男士, 失蹤者遺體最後在黃牛山及茅坪之間密林被發現。
2023年10月 協助搜索一名在石門失蹤的學生，失蹤學生最後在一個多星期之後平安尋回。
2024年1月 協助分析一名在新娘潭失蹤的男士。
2024年2月 協助分析和尋找一名在南生圍失蹤的男士。
2024年2月 協助分析和尋找一名在東涌失蹤的男士。
2024年3月 協助分析和尋找一名在南丫島失蹤的男士，失蹤者遺體最後在山地塘被發現。
2024年5月 協助分析和尋找一名在獅子山失蹤的男士，失蹤者遺體最後在筆架山被發現。
2024年6月 協助分析和尋找一名在龍蝦湾失蹤的男士，失蹤者在刀片脊尋回，送院搶救後不治。
2024年6月 協助分析和尋找一名在調果嶺失蹤的男士，失蹤者及後自行安全回家。
2024年8月 協助分析和尋找一名在太和失蹤的男士，失蹤者在大埔張屋地成功尋回。
2024年9月 協助分析和尋找一名在荃灣失蹤的男士。
2024年9月 協助分析和尋找一名在蠄蟧灣失蹤的唐狗，失蹤犬隻在附近叢林成功尋回。
2024年10月 協助分析和尋找一名在波籮山失蹤的男士，失蹤者遺體最後在青松紅壑被發現。
2024年11月 協助分析和尋找一名在南丫島失蹤的男士，失蹤者及後自行安全回家。
2024年12月 協助分析和尋找一名在汀九失蹤的男士，失蹤者遺體最後在屯門公路近汀九路被發現。
2024年12月 協助分析和尋找一名在曼克頓山失蹤的女士。
2024年12月 協助分析和尋找一名在烏胶騰失蹤的男士，失蹤者在九担租附近成功尋回。
2024年12月 協助分析和尋找一名在富安失蹤的男士，失蹤者遺體最後在富安花園小公園被發現。
2024年12月 協助分析和尋找一名在昂平失蹤的男士，失蹤者在大澳道成功尋回。

## 獎項
香港青年發展網絡 - 2007十大好人好事
香港大公文匯傳媒集團 - 2023感動香江團體

## 其他團體
- 香港搜救犬總會Hong Kong Search And Rescue Dog Association
- 自立民間搜救隊 Voluntary Mountain Search Team (VMST)

## 視聽資訊
- 《尋人千百度》(香港電台)（页面存档备份，存于）
- 【西貢結界4】郊野義務拯救隊　拆解結界之謎 (蘋果動新聞 HK Apple Daily)
- 凌Sir•搜索日記 - 合輯 (上山容易樂山行)
- 《鏗鏘集 - 尋人啟示》(香港電台)（页面存档备份，存于）
- 《義想天開 - 走下去》(香港電台)（页面存档备份，存于）
- 《義工冇限耆 第7集 - 郊野義務拯救隊》(ViuTV)（页面存档备份，存于）
- 《RTHK CIBS節目：「義」不容遲 - 第13集：山嶺尋人(RTHK)（页面存档备份，存于）

## 傳媒報導
- 持續搜尋失蹤逾5月人士　郊野義務搜索隊發現骸骨　死者身份待查 (HK01)
- 郊野搜索隊盼了家屬心願　尋人不計生死　曾罹癌成員願生命換生命 (HK01)
- 向民間救援人員致意 | Viu《幫手預埋我》介紹郊野義務搜索隊CVST工作 (Fitz) （页面存档备份，存于）
- 民間搜救隊續尋黃牛山失蹤逾兩周男子：無論點都好，最想帶返佢落山 (獨立媒體) （页面存档备份，存于）
- 攜女探太公意外啟發　社工設「BB醫生」義工獲嘉許 (東網)（页面存档备份，存于）
- 民間「搜山隊」：還家屬心願 (文匯報)（页面存档备份，存于）
- 同袍人間蒸發奇案　激發前督察組郊野義務搜索隊　冀還家屬心願 (hk01)（页面存档备份，存于）
- 郊野尋人　「鎚仔」探索人生出路 (香港聖公會．心意行動)（页面存档备份，存于）
- 重返現場：義務搜索隊協助救人 (東網)（页面存档备份，存于）
- 洋警司銷假帶隊尋人 (蘋果日報)（页面存档备份，存于）
- 郊野尋人 義務行山搜索 (大學線)（页面存档备份，存于）
- 休班不休息 消防尋回失蹤翁 患腦退化 深山迷路4天 （weshare來自明報報導） （页面存档备份，存于）
- 郊野義務搜索失蹤者 退休消防區長退下火綫救人初心不變 (香港經濟日報)（页面存档备份，存于）
- 凌劍剛十六年山野搜救　生還者只有一個(明周) （页面存档备份，存于）
- 郊野義務搜索隊的感悟　科技先進反而降低行山客警覺性(香港01) （页面存档备份，存于）

## 外部連結
- 郊野義務搜索隊臉書Facebook專頁
- 郊野義務搜索隊 cvst.hk Instagram
- 郊野義務搜索隊網站及討論區（页面存档备份，存于）註:討論區主要是早期行動資訊, 最新消息請參閱FACEBOOK
- 郊野義務搜索隊 Google Group
- 民間搜索隊（页面存档备份，存于）
- 《人間蒸發》－香港郊野失縱實錄
- 《生死邊懸--攀山搶救隊的故事》 （页面存档备份，存于）